# Sibiriakov (brise-glace)
Pour les articles homonymes, voir Sibiriakov.

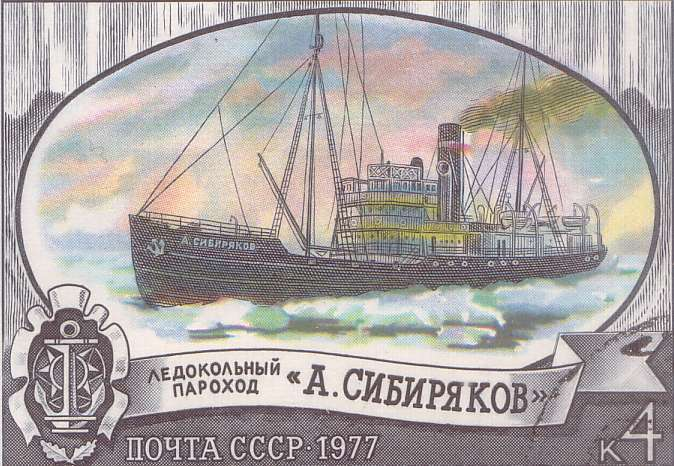
Timbre de 4 kopecks commémorant le Sibiriakov

Le brise-glace Sibiriakov (ou Aleksandr Sibiriakov) est un navire soviétique en service dans l'Arctique russe pendant les années 1930.

## Histoire
Construit en 1909 à Glasgow, c'était à l'origine le Bellaventure, un phoquier à vapeur de Terre-Neuve. Après avoir été acheté par la Russie en 1916, il fut rebaptisé Sibiriakov. Son nom russe avait été choisi en l'honneur d'Alexandre Mikhaïlovitch Sibiriakov, un propriétaire de mine d'or russe. Sibiriakov avait financé des explorations en Sibérie, dont celle d'Adolf Erik Nordenskiöld, et aussi pris part à certaines des expéditions qu'il avait montées.
Le Sibiriakov effectua avec succès la première traversée directe de la route maritime du Nord, sans hiverner. Ce voyage historique — rêve de Mikhaïl Lomonossov — fut organisé par l'Institut arctique de toute l'Union (connu aujourd'hui sous le nom d'Institut de recherche de l'Arctique et de l'Antarctique).
Le Sibiriakov appareilla d'Arkhangelsk le 28 juin 1932. Il traversa la mer de Kara et emprunta une route inexplorée vers la mer des Laptev, faisant le tour de la terre du Nord. En septembre, après une escale à Tiksi et à l'embouchure de la Kolyma, l'arbre d'hélice se cassa et le brise-glace dériva pendant onze jours. Toutefois, le Sibiriakov traversa la mer des Tchouktches grâce à des voiles improvisées et arriva dans le détroit de Béring en octobre. Le brise-glace atteignit le port japonais de Yokohama, après 65 jours, ayant parcouru plus de 2 500 milles dans les mers arctiques. Cela fut considéré comme un exploit héroïque des marins polaires soviétiques et le chef de l'expédition Otto Schmidt ainsi que le capitaine Vladimir Voronine reçurent de nombreux honneurs lors de leur retour en Union des républiques socialistes soviétiques.
Le brise-glace Sibiriakov resta en service jusqu'à la Seconde Guerre mondiale, sous le commandement du capitaine Katcharev. Il fut coulé en 1942, après une lutte inégale avec le croiseur Admiral Scheer de la Kriegsmarine, dans l'archipel Nordenskiöld, au cours de l'opération Wunderland.